# 발렌티나 드 안젤리스
발렌티나 드 안젤리스(Valentina de Angelis, 1989년 1월 31일 ~ )는 미국의 배우, 모델이다.
맨해튼에서 태어났다.

## 출연 작품
- Everlasting (2016) - 제시 역
- Affluenza (2014) - 조디 역
- 미드나잇 게임 (2013년)
- 애스 백워즈 (2013, Ass Backwards)
- 추격 (2012, Deep Dark Canyon) - 제이미 역
- 캠프 헬 (2010)
- 사이코패스 (2010년)
- 이츠 카인드 오브 어 퍼니 스토리 (2010)
- 리미널리티 (2005년)
- 오프 더 맵 (2003년)

### 텔레비전
- 로앤오더: 범죄 전담반 (2005-08)
- 애즈 더 월드 턴즈 (2010)